# Joanna Cassidy
Pour les articles homonymes, voir Cassidy.
Joanna Cassidy, née le 2 août 1944 à Haddonfield, dans le New Jersey, est une actrice américaine.

## Biographie
Joanna Cassidy est notamment apparue au cinéma en strip-teaseuse au serpent dans Blade Runner (1982), en reporter de guerre dans Under Fire, de Roger Spottiswoode (1983) et en serveuse sexy dans  Qui veut la peau de Roger Rabbit (1988). Elle a tenu des rôles dans de nombreuses séries télévisées : Falcon Crest, Melrose Place, Mission impossible, Six Feet Under, Star Trek: Enterprise, et bien d'autres.

## Filmographie

### Cinéma
- 1968 : Bullitt (figuration)
- 1970 : Fools
- 1973 : Échec à l'organisation : Rita
- 1973 : Le Flic ricanant : Monica, colocataire de Beth
- 1974 : Bank Shot de  Gower Champion : Eleonora
- 1975 : Émilie, l'enfant des ténèbres (Il medaglione insanguinato) de Massimo Dallamano : Joanna Morgan
- 1976 : Stay Hungry : Zoe
- 1977 : American Raspberry : Lisa Allen
- 1977 : Le chat connaît l'assassin : Laura Birdwell
- 1977 : Les Risque-tout : Patti Johnson
- 1978 : Our Winning Season (en) : Sheila
- 1979 : Gant d'acier (en) (The Glove) : Sheila Michaels
- 1980 : Jeux érotiques de nuit (Night Games) de Roger Vadim : Julie Miller
- 1982 : Blade Runner : Zhora
- 1983 : Under Fire : Claire
- 1986 : Club Paradis : Terry Hamlin
- 1987 : Le Quatrième Protocole : Irina Vassilievna
- 1988 : Qui veut la peau de Roger Rabbit : Dolores
- 1988 : 1969 : Ev
- 1989 : Opération Crépuscule : Eileen Gallagher
- 1990 : Tout pour réussir : Jean
- 1991 : Panique chez les Crandell : Rose Lindsey
- 1991 : Un homme fatal : Erin Randall
- 1991 : Les Belles Américaines : Lorraine
- 1992 : Landslide : Lucy Matterson
- 1994 : The Ticket
- 1995 : Un vampire à Brooklyn : Capt. Dewey
- 1996 : Poursuite : Maggie McDermott
- 1998 : La Courtisane : Laura Venier
- 2000 : Nox : Hecubah (voix)
- 2001 : Ghosts of Mars : Dr Arlene Whitlock
- 2001 : Anthrax : Jackie Potter
- 2004 : Intermission : Love
- 2005 : Les Sorcières des Caraïbes : Professor Avebury
- 2006 : The Virgin of Juarez : Eve
- 2006 : Larry the Cable Guy: Health Inspector : Lily Micelli
- 2006 : The Grudge 2 : Mrs. Davis
- 2008 : Embrassez le marié ! (Kiss the Bride) : Evelyn
- 2008 : Attraction (The Human Contract) de Jada Pinkett Smith

### Télévision

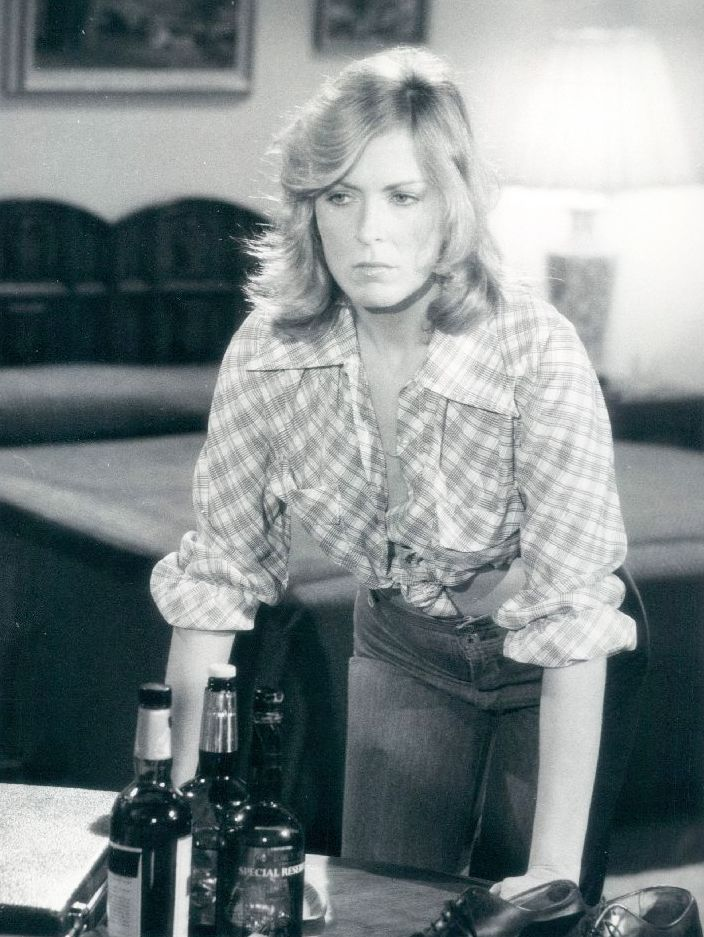
Joanna Cassidy dans le téléfilm McCoy en 1976.

- 1972 : Mission impossible (saison 7, épisode 2 : Two Thousand/L'An 2000) : mannequin.
- 1976 : McCoy, série TV de NBC
- 1977 : Shields and Yarnell (série télévisée)
- 1978 : The Roller Girls (série télévisée) : Selma 'Books' Cassidy
- 1978 : Taxi (série télévisée) épisode High School Reunion : Beverly
- 1978 : Starsky et Hutch (série télévisée - 4 ème saison) épisode 7: The Avenger/Vengeance : Monique Travers/Harry
- 1979 : Kaz (série télévisée) épisode A Piece of Cake
- 1979 : She's Dressed to Kill (téléfilm) : Camille Bentancourt
- 1979 : 240-Robert (série télévisée) Deputy Morgan Wainwright
- 1979 : La croisière s'amuse (série télévisée)
- 1980 : Hagen (série télévisée) épisode The Rat Pack
- 1980 : Insight (série télévisée) épisode Resurrection : Lucy
- 1980 : Les Retrouvailles (Reunion téléfilm) : Peggy Sager
- 1980 : Dallas (série télévisée)
- 1980 : Trapper John, M.D. (série télévisée)
- 1981 : Drôles de dames (Charlie's Angels série télévisée) épisode Hula Angels : Stacy
- 1981 : Enos (série télévisée) épisode The Head Hunter
- 1981 : Pour l'amour du risque (Hart to Hart série télévisée) épisode Slow Boat to Murder : Belle
- 1982 : Strike Force (série télévisée) épisode Turnabout : Eve Murphy
- 1982 : Lou Grant (série télévisée) épisode Charlie : Barbara Costigan
- 1982 : Falcon Crest (série télévisée)
- 1983 : L'Île fantastique (Fantasy Island série télévisée) épisode Nurses Night Out : Christine Donovan
- 1983 : The Family Tree (série télévisée) : Elizabeth Nichols
- 1983 : Buffalo Bill (série télévisée) : Jo Jo White (25 épisodes, 1983-1984)
- 1984 : Invitation pour l'enfer (Invitation to Hell téléfilm) : Patricia 'Pat' Winslow
- 1985 : Opération Foxfire (Code Name: Foxfire téléfilm) : Elizabeth Thorne
- 1985 : Les Dessous d'Hollywood (Hollywood Wives minisérie) : Marilee Gray
- 1986 : Les Enfants de la nuit (The Children of Times Square téléfilm) : Sue Roberts
- 1986 : Pleasures (téléfilm) : Lillian Benton
- 1988 : Les otages de la terreur (téléfilm) : Barbara Hobart
- 1988 : Nightmare at Bitter Creek (téléfilm) : Allison Shapiro
- 1990 : A Girl of the Limberlost (téléfilm) : Gene Stratton-Porter
- 1990 : Bar Girls (téléfilm) : Claudia Reese
- 1990 : Metal Monster (Wheels of Terror) (téléfilm) : Laura
- 1992 : Le Triangle noir (Grass Roots téléfilm) : Ann Heath
- 1992 : Bienvenue en Alaska (Northern Exposure série télévisée) épisode The Three Amigos : Solvang Planey
- 1992 : Innocence perdue (Taking Back My Life: The Nancy Ziegenmeyer Story téléfilm) : Geneva Overholser
- 1992 : Live! From Death Row (téléfilm) : Alana Powers
- 1992 : Présumé coupable (All-American Murder) (vidéo) : Erica Darby
- 1992 : Ray Bradbury présente (The Ray Bradbury Theater série télévisée) épisode The Lonely One : Lavinia
- 1992 : Perfect Family (téléfilm) : Janice
- 1993 : Les Requins de la finance (Barbarians at the Gate téléfilm) : Linda Robinson
- 1993 : Dudley (série télévisée) : Laraine Bristol
- 1993 : Les Tommyknockers (The Tommyknockers téléfilm d'après Stephen King) : Sheriff Ruth Merrill
- 1993 : CBS Schoolbreak Special (série télévisée) épisode Other Mothers : Linda Jurgenson
- 1993 : La Loi de Los Angeles (L.A. Law série télévisée)
- 1994 : Arabesque (Murder, She Wrote série télévisée) épisode Roadkill : Willie Greenwood
- 1994 : Hôtel Malibu (série télévisée) épisode The Bed, the Bribe and the Body : Eleanor "Ellie" Mayfield
- 1994 : The Rockford Files: I Still Love L.A. (téléfilm) : Kit
- 1995 : Une mère trahie (Sleep, Baby, Sleep téléfilm) : Hannah Pierson
- 1995 : Ned & Stacey (série télévisée) épisode Here's to You, Mrs. Binder : Lucy Binder
- 1995 : Passion criminelle (Moment of Truth: Eye of the Stalker téléfilm) :juge Martha Knowlton
- 1996 : Alchemy (téléfilm) : narratrice
- 1996 : Crystal Cave (téléfilm) : narratrice
- 1997 : La Seconde Guerre de Sécession (The Second Civil War) (téléfilm) : Helena Newman
- 1997 : Superman, l'Ange de Metropolis (série télévisée) : Maggie Sawyer (9 épisodes, 1997-1998 ; autre titre : Superman: The Animated Series)
- 1997 : Loved : Elenore Amerson
- 1997 : Pouvoir absolu (Executive Power vidéo) : première dame Elaine Fields
- 1998 : Circle of Deceit (téléfilm) : Elaine Greer
- 1998 : Les Prédateurs (The Hunger série télévisée) épisode The Other Woman : Grace Wallace
- 1999 :  Au service de la loi (To Serve and Protect) (mini-série) : Helen Carr
- 1999 : Les Rescapés du Pacifique (Tribe minisérie) : Gina Brava
- 1999 : Destins croisés (Twice in a Lifetime série télévisée) épisode Quality of Mercy : Meg Cleary
- 1999-2000 : Diagnostic : Meurtre (Diagnosis Murder série télévisée) : Dr Madison Wesley (8 épisodes)
- 2000 : Moonglow
- 2000 : L'Ombre de la séduction (The Right Temptation) : Maryanne (autre titre : Tentation)
- 2000 : Rude Awakening (série télévisée) épisode Star 80 Proof : Colleen
- 2000 : D.C. (série télévisée) épisode Justice : employeuse de  Lewis
- 2000 : Hollywood Off-Ramp (série télévisée) épisode In Her Footsteps : Claire
- 2001 : Three Sisters (série télévisée) épisode Mother's Day : Barbara
- 2001 : Philly (série télévisée) : Marian Marshall
- 2001-2002 : Washington Police (The District série télévisée) : Teddy Reed (3 épisodes)
- 2001-2005 : Six Feet Under (série télévisée) : Margaret Chenowith (21 épisodes)
- 2002 : À l'épreuve des flammes (Wildfire 7: The Inferno téléfilm) : McLean (autre titre : Brasier infernal)
- 2003 : Less Than Perfect (série télévisée) épisode Claude's Got a Secret : Norma
- 2003 : Pour le meilleur et pour le pire (Hidden Hills série télévisée) épisode The Visit : Carol
- 2003 : Everwood (série télévisée) épisode The Price of Fame : Evelyn Rowser
- 2003 : Une femme ambitieuse (Martha, Inc.: The Story of Martha Stewart téléfilm) : Caroline Kass
- 2003 : Brasier : Au péril de leur vie  : Nell Prichard
- 2004 : Star Trek: Enterprise (série télévisée) : T'Les (Saison 4, 2 épisodes)
- 2005 : Fausses disparitions (Found (téléfilm) : Ellen Drake
- 2005 : La Force des mots (The Reading Room téléfilm) : Diana Weston
- 2006 : Boston Justice (Boston Legal série télévisée) : Beverly Bridge (5 épisodes)
- 2008 : Desperate Housewives : Melina Cominis
- 2008 : Esprits criminels : Mme Holden
- 2011-2013 : Body of Proof : Le juge Joan Hunt
- 2013 : Bones : Marianne Booth
- 2013 : La Petite Fille aux miracles (Doorway to Heaven) (TV) : Ruth
- 2015 : Une mère abusée (A Mother Betrayed) (téléfilm) : Barbara

## Voix françaises
| - Pauline Larrieu dans : - Les Dessous d'Hollywood (série télévisée) - Manigances meurtrières (téléfilm) - Rude Awakening (série télévisée) - Boston Justice (série télévisée) - Fausses disparitions (téléfilm) - La Force des mots (téléfilm) - Esprits criminels (série télévisée) - Desperate Housewives (série télévisée) - Hawthorne : Infirmière en chef (série télévisée) - Body of Proof (série télévisée) - La Petite Fille aux miracles (téléfilm) - Embrassez le marié ! (téléfilm) - Bones (série télévisée) - Perception (série télévisée) - Switched (série télévisée) - Motive (série télévisée) - The Odd Couple (série télévisée) - Une mère abusée (téléfilm) - Too Old to Die Young (série télévisée) - Évelyn Séléna (*1939-2025) dans : - Le chat connaît l'assassin - Les Enfants de la nuit (téléfilm) - 1969 - Les otages de la terreur (téléfilm) - Panique chez les Crandell - Hôtel Malibu (série télévisée) - Passion criminelle (téléfilm) - Un vampire à Brooklyn - Melrose Place (série télévisée) - Au service de la loi (téléfilm) - À l'épreuve des flammes (téléfilm) - Les Sorcières des Caraïbes - Martine Meirhaeghe (*1949 - 2016) dans : - L'Île fantastique (série télévisée) - Les Requins de la finance (téléfilm) - Destins croisés (série télévisée) - Philly (série télévisée) - Monique Thierry (*1940 - 2021) dans : - Buffalo Bill (série télévisée) - Le Quatrième Protocole - Les Belles Américaines (téléfilm) | - Michèle Bardollet dans : - Dallas (série télévisée) - Une mère trahie (téléfilm) - Catherine Davenier dans (les séries télévisées) : - Washington Police - Six Feet Under Et aussi - Laure Santana dans Échec à l'organisation - Yolande Folliot dans Blade Runner - Jocelyne Darche dans Falcon Crest (série télévisée) - Denise Metmer dans Qui veut la peau de Roger Rabbit - Laure Sabardin dans Opération Crépuscule - Josiane Pinson dans Tout pour réussir - Danièle Hazan dans Les Tommyknockers (téléfilm) - Anne Deleuze dans La Loi de Los Angeles (série télévisée) - Dominique Mac Avoy dans Arabesque (série télévisée) - Céline Monsarrat dans Poursuite - Danielle Volle (*1937 - 2000) dans La Seconde Guerre de Sécession (téléfilm) - Sophie Deschaumes dans Superman, l'Ange de Metropolis (voix) - Anne Kerylen (*1943 - 2021) dans Diagnostic : Meurtre (série télévisée) - Évelyne Grandjean dans Everwood (série télévisée) - Marie-Martine dans Star Trek: Enterprise (série télévisée) - Françoise Vallon dans Heroes (série télévisée) - Pascale Vital dans Ghost Whisperer (série télévisée) - Sylvie Ferrari dans Lady Dynamite (série télévisée) - Véronique Augereau dans Life in Pieces (série télévisée) - Anne Rondeleux dans Matlock (série télévisée) |

## Jeu vidéo
- 2002 : Superman: Shadow of Apokolips : Maggie Sawyer